# Joseph Silk
Joseph Ivor Silk (Londres,3 de dezembro de 1942) é um astrônomo britânico.
Ocupa atualmente a Cátedra Saviliana de Astronomia.

## Livros
- On the Shores of the Unknown: A Short History of the Universe, Cambridge University Press, 2005, ISBN 0521836271, Google Link
- The Big Bang , W.H. Freeman, 2005, ISBN 071671812X
- Cosmic Enigmas , Springer, 1994, ISBN 1563960613, Google Link